# Montecrestese
Montecrestese (piemontiul: Moncrestés) település Olaszországban. Lakosainak száma 1275 fő (2023. január 1.). Montecrestese Crodo, Masera, Premia, Santa Maria Maggiore, Crevoladossola és Campo községekkel határos.

## Népesség
A település népességének változása:
| Lakosok száma | 1257 | 1255 | 1275 |
|               | 2017 | 2018 | 2023 |